# فلسفة الهندسة
فلسفة الهندسة (بالإنجليزية: Philosophy of engineering) هي أحد التخصصات الناشئة التي تأخذ في الاعتبار ماهية الهندسة، وما يفعله المهندسون، وكيف يؤثر عملهم على المجتمع، وبالتالي تتضمن جوانب من الأخلاقيات وعلم الجمال، بالإضافة إلى علم الوجود ونظرية المعرفة وما إلى ذلك والتي يمكن دراستها في، على سبيل المثال، فلسفة العلم أو فلسفة التكنولوجيا.

## التاريخ
الهندسة هي المهنة التي تهدف إلى تعديل البيئة الطبيعية، من خلال تصميم وتصنيع وصيانة المشغولات والأنظمة التكنولوجية. قد يتناقض بعد ذلك مع العلم، والهدف منه هو فهم الطبيعة. تدور الهندسة في جوهرها حول إحداث التغيير، وبالتالي فإن إدارة التغيير أمر أساسي لممارسة الهندسة. ثم فلسفة الهندسة هي النظر في القضايا الفلسفية لأنها تنطبق على الهندسة. قد تشمل مثل هذه القضايا موضوعية التجارب، وأخلاقيات النشاط الهندسي في مكان العمل وفي المجتمع، وجماليات المصنوعات الهندسية، وما إلى ذلك.
بينما يبدو أن الهندسة تعني من الناحية التاريخية الابتكارات، فإن التمييز بين الفن والحرف والتكنولوجيا ليس واضحًا. الجذر اللاتيني، وتقنية الجذر اليوناني كلها تعني في الأصل المهارة أو القدرة على إنتاج شيء ما، على عكس القدرة الرياضية، على سبيل المثال. قد يكون الشيء ملموسًا، مثل تمثال أو مبنى، أو أقل ملموسًا، مثل عمل أدبي. في الوقت الحاضر، يتم تطبيق الفن بشكل شائع على المجالات المرئية أو الأدائية أو الأدبية، وخاصة ما يسمى بالفنون الجميلة ( فن الكتابة)، وعادة ما تنطبق الحرف اليدوية على المهارة اليدوية التي ينطوي عليها تصنيع شيء ما، سواء أكان تطريزًا أم طائرة (حرفة التنضيد) والتكنولوجيا تعني المنتجات والعمليات المستخدمة حاليًا في الصناعة (تقنية الطباعة). في المقابل، الهندسة هي نشاط إحداث التغيير من خلال تصميم وتصنيع القطع الأثرية (هندسة تكنولوجيا الطباعة).

## أخلاق مهنية
يشير مصطلح أخلاقيات الهندسة إلى مجال الأخلاقيات التطبيقية ونظام من المبادئ الأخلاقية التي تنطبق على ممارسة الهندسة. ويتناول هذا المجال الالتزامات الواقعة على كاهل المهندس تجاه المجتمع وتجاه عملائه ومهنته، ومن حيث كونه تخصص علمي، فإنه يرتبط ارتباطًا وثيقًا بالعديد من الموضوعات مثل فلسفة العلوم وفلسفة الهندسة وأخلاقيات التكنولوجيا.

### القرن التاسع عشر وتزايد الاهتمام بهذا المجال
حينما ظهرت الهندسة كمهنة متميزة خلال القرن التاسع عشر، كان المهندسون يرون أنفسهم إما أنهم ممارسين مهنيين مستقلين أو موظفين فنيين في المشروعات الكبرى. وكان هناك توتر ملحوظ بين الجانبين فقد كان أرباب العمل في المشروعات الصناعية الكبيرة يجاهدون للاحتفاظ بالسيطرة على موظفيهم.
في الولايات المتحدة الأمريكية، أدى التطور المهني إلي ظهور وتأسيس أربعة جمعيات هندسية رئيسية وهي: الجمعية الأمريكية للمهندسين المدنيين (ASCE) (عام 1851)، والمعهد الأمريكي للمهندسين الكهربائيين (AIEE) (عام 1884) والجمعية الأمريكية للمهندسين الميكانيكيين ASME (عام 1880) والمعهد الأمريكي لمهندسي التعدين (AIME) (عام 1871). يتعامل كل من الجمعية الأمريكية للمهندسين المدنيين والجمعية الأمريكية للمهندسين الكهربائيين المهندس كمهني متعلم، في حين أن الجمعية الأمريكية للمهندسين الميكانيكيين، إلى حد ما، والمعهد الأمريكي لمهندسي التعدين ومعالجة المعادن والبترول، إلى حد كبير، قد عُرفا بدعمهما للرأي القائل بأن المهندس هو موظف فني. ومع ذلك، في هذا الوقت كان يُنظر إلى الأخلاق على أنها صفة شخصية بدلاً من كونها اهتمام مهني رئيسي.

## النمذجة
النظم الاجتماعية والتقنية، مثل النقل والمرافق والبنى التحتية ذات الصلة تشمل العناصر البشرية وكذلك المصنوعات اليدوية. قد لا تأخذ تقنيات النمذجة الرياضية والفيزيائية التقليدية في الاعتبار تأثير الهندسة على الناس والثقافة. يقوم تخصص الهندسة المدنية بمحاولات تفصيلية للتأكد من أن الهيكل يلبي مواصفاته والمتطلبات الأخرى قبل بنائه الفعلي. الأساليب المستخدمة معروفة بالتحليل والتصميم. تبذل نمذجة ووصف الأنظمة جهدًا لاستخراج المبادئ العامة غير المعلنة وراء النهج الهندسي.

## دورة حياة المنتج
في الصناعة، إدارة دورة حياة المنتج هي عملية إدارة دورة حياة المنتج برمتها بدءًا من إطلاقه، ومن ثم تصميمه وتصنيعه هندسيًا، إلى الخدمات والتخلص من المنتجات المصنَّعة. تشمل دورة حياة المنتج الأشخاص، والبيانات، والعمليات، وأنظمة العمل وتشكل ركيزة أساسية تقدم معلومات عن المنتج للشركات ومؤسساتها الموسَّعة.

## وصلات خارجية
- الفلسفة في صنع ناتاشا مكارثي إنجينيا 26 مارس 2006
- الأكاديمية الملكية للهندسة «فلسفة» وأخلاق نسخة محفوظة 12 فبراير 2020 على موقع واي باك مشين.